# Ouled Kihal
Ouled Kihal (em árabe: أولاد الكيحل) é um município localizado na província de Aïn Témouchent, no noroeste da Argélia. Em 2010, sua população era de 3 601 habitantes.